# Juan Pablo Medina de los Santos
Juan Pablo Medina de los Santos (San Juan de la Maguana, 26 de junio de 1918 – Santo Domingo, 3 de noviembre del 2019) fue un agricultor, comerciante y centenario dominicano. Fue el padre del expresidente Danilo Medina, de la presidenta de la Cámara de Diputados Lucía Medina y del empresario Alexis Medina.

## Biografía
Juan Pablo Medina nació en San Juan de la Maguana el 26 de junio del 1918. Era hijo José María Medina Báez y Lucía Blasina de los Santos. Se dedicó a la agricultura y al comercio en su provincia natal.
Contrajo matrimonio con Amelia Sánchez (1931 - 2004), con quien tuvo seis hijos: Lucía, Danilo, Alexis, Carmen Magalys, Juan Alberto y Ángela María. Su hijo Danilo se convirtió en presidente República Dominicana en el año 2012, siendo reelecto en el 2016.
Medina falleció a los 101 años de edad el 3 de noviembre de 2019 debido a complicaciones por una trombosis venosa que sufrió meses antes. Sus restos fueron sepultados en el cementerio Cristo Redentor de Santo Domingo, donde recibió honores militares y la presencia de diversas personalidades políticas y sociales. Su hijo Danilo lo despidió con las siguientes palabras: “Mi papá fue un guerrero”.